# شکل آیلند (تنسی)
شکل آیلند(به انگلیسی: Shackle Island) شهری در ایالت تنسی کشور ایالات متحده آمریکا است که جمعیت آن در سرشماری سال ۲۰۱۰ میلادی، ۲٬۸۴۴ نفر بوده‌است.